# Grammonota inornata
Grammonota inornata är en spindelart som beskrevs av James Henry Emerton 1882. Grammonota inornata ingår i släktet Grammonota och familjen täckvävarspindlar. Inga underarter finns listade i Catalogue of Life.